# Marcel Jullian
Pour les articles homonymes, voir Jullian.
Marcel Jullian, né le 31 janvier 1922 à Châteaurenard (Bouches-du-Rhône) et mort le 28 juin 2004 à Paris 6e, est un dialoguiste, écrivain, réalisateur scénariste et homme de télévision français. Il fut l'un des fondateurs de la chaine de télévision Antenne 2.

## Biographie

### Famille
Marcel Jullian est le fils de Raymond Jullian, expéditeur de fruits et légumes à Châteaurenard puis marchand de primeurs à Paris, et d'Yvonne Robelin. Il a deux sœurs aînées.

### Jeunesse
En 1928, ses parents montent à Paris pour y tenir un magasin de vente de fruits et légumes rue Berger, dans le quartier des Halles, ils vivent rue du Cardinal-Lemoine, puis à Neuilly-sur-Seine rue de l'église, puis à Paris 21, rue du Louvre. Après l'obtention du certificat d'études, Marcel Jullian entre sur concours au lycée Turgot dans la classe préparatoire aux Arts et Métiers avant d'être réorienté, à l'instigation de son professeur de français, en classe de lettres car il excelle dans cette matière, il obtient son baccalauréat avec mention. Survient alors la Seconde Guerre mondiale où il s'engage dans l'aviation militaire et reçoit son affectation pour Marrakech, il quitte Paris avec ses parents pendant l'exode et n'atteindra jamais le Maroc, l'armistice étant signé. Pendant l'Occupation, aussitôt après son mariage, il s'installe à Perpignan où il fait du commerce de fruits et légumes et fait partie d'un réseau de résistance (le réseau Coty). Pour ne pas être envoyé en Allemagne pour le STO., il s'engage comme mineur de fond à Graissessac (Hérault), mais les autorités, le considérant comme réfractaire, tentent de l'appréhender. Parvenant à leur échapper, il retourne à Paris muni de faux papiers et part ensuite vivre à Longwy chez sa sœur et travaille à Esch-sur-Alzette au Luxembourg alors annexé au Grand Reich où il est arrêté et longuement interrogé, sans être torturé, par un officier allemand au sujet du réseau de résistance dont il a fait partie à Perpignan. N'ayant livré aucune information précise, il est transféré dans la prison de Luxembourg et inculpé pour espionnage. Au cours de l'été 1944, il est condamné à mort par un tribunal allemand (Volksgericht). Alors qu'il est dans l'attente de son exécution et que les Allemands commencent à évacuer la ville à l'approche de l'armée alliée, il s'évade de sa prison grâce à la complicité d'un gardien. Il parvient à rejoindre Longwy où il retrouve sa femme et sa fille. Il rentre ensuite à Paris où il devient, avec son ami Henri Azama, vendeurs de fruits et légumes dans la rue. Il est ensuite engagé par l'armée française pour s'occuper du ravitaillement en fruits et légumes des troupes françaises d'occupation en Allemagne, il part alors vivre à Strasbourg où il apprend le pilotage aérien.
Membre du comité de soutien du mouvement L’Unité capétienne, avec Reynald Secher, André Castelot, Gonzague Saint-Bris, Jean Dutourd et Georges Bordonove, il présida une association franco-belge pour réhabiliter la mémoire du roi des Belges Léopold III d'avoir trahi les alliés de la Belgique en 1940. Il rédige à ce propos un livre d'entretiens avec l'épouse du monarque, Un couple dans la tempête.

### Carrière

#### Écrivain et directeur littéraire
Il est engagé par Georges Roditi, directeur littéraire des Éditions Amiot-Dumont, pour écrire, à la demande du général Corniglion-Molinier, un livre sur Charles Nungesser dont il connaît le neveu Roland, ce qui lui permet d'accéder à des documents familiaux inédits. Son livre sort le 24 septembre 1953 sous le titre Le Chevalier du ciel. Un bagarreur héroïque Charles Nungesser et reçoit, la même année, le Grand Prix de l'Aéronautique. Il écrit ensuite plusieurs livres ayant pour thème l'aviation, notamment un livre sur le colonel Rozanoff, sur Jean Maridor et sur la bataille d'Angleterre.
Il devient attaché de presse, puis directeur de collection, puis directeur littéraire de la maison Plon en 1967 ; c'est en cette qualité qu'il se rend à Colombey les Deux Églises faire signer au général de Gaulle les contrats d'édition de ses Discours et messages (1970), puis de ses Mémoires d'espoir (1970 et 1971).

#### Scénariste
En 1964, il rencontre Gérard Oury qui travaille, avec Jean-Charles Tacchella et René Havard, à l'adaptation pour le cinéma d'un de ses livres HMS Fidelity, l'histoire d'un ancien navire marchand transformé en bateau corsaire et qui sera coulé dans la mer de Chine. Le projet n'aboutit pas en raison de la défection du producteur. S'ensuivra avec le réalisateur une collaboration fructueuse dans l'écriture de scénarios de films à grand succès comme Le Corniaud (1964), La Grande Vadrouille (1966), Le Cerveau (1969) ou encore La Folie des grandeurs (1971), tous mis en scène par Gérard Oury. Il est également le scénariste de Cent Mille Dollars au soleil (1964) d'Henri Verneuil et des mini-séries Lagardère (1967) et Les Rois maudits (1972).

#### Directeur de télévision et animateur
Il est nommé PDG d'Antenne 2 après l'élection de Valéry Giscard d'Estaing en 1974. Jacques Chancel devient son conseiller personnel, ils nomment Jacques Sallebert directeur de l'information de la nouvelle deuxième chaîne baptisée Antenne 2 et Georges Leroy directeur adjoint de l'information.
Premier président d’Antenne 2, de janvier 1975 à décembre 1977, il anime, avec Yves Derisbourg et Michèle Valentin, l'émission radiophonique Écran total, de 1986 à 1989.

### Polémiques
En 1974, alors directeur littéraire des Éditions Julliard, depuis 1971, il publie avec Jacques Chancel qui dirige la collection Idée fixe Les Moins de seize ans de Gabriel Matzneff.
En janvier 1975, Jean-Paul Sartre lui remet un synopsis portant sur dix émissions d'une heure, exigeant une liberté totale afin de "ne pas être encombré par les instances policières, bureaucratiques, financières", qui serait réalisé par la société Scopcolor de Roger Louis, pour un coût de 10 millions de francs, classé "littéraire-dramatique". Jullian lui demande, dans une lettre, de réaliser une émission pilote qualifiée par l'intéressé d'examen, estimant que s'il n'y a pas eu censure à proprement parler, sur un détail, pourtant, le place devant un fait de censure. Il décline donc la proposition. La même année, il est accusé de misogynie, après un entretien avec Anne Sinclair où il déclare que les femmes sont toujours plus agréables à regarder qu'à écouter. Interpellé par des consignes de réserve du porte-parole du gouvernement, André Rossi, au sujet de la violence à la télévision, il répond dans Le Monde, que la violence n'est absente ni chez Homère, ni chez Shakespeare.
En 1976, Le Monde lui reproche d'avoir à nouveau censuré son droit de réponse à la suite d'accusations graves de l'écrivain russe, Alexandre Soljenitsyne.
Il admet des années plus tard que la télévision l'a rendu "fou".
Marcel Jullian se déclarait par ailleurs royaliste.

### Vie privée
Il épouse en premières noces Marguerite Delattre, avec laquelle il a deux enfants : Christine et Michel. Après son divorce, il épouse en deuxièmes noces Jacqueline Vergé et se marie en troisièmes noces Michèle Petit-Valentin, journaliste à France-Inter.

### Mort
Il est mort subitement à Paris dans l’après-midi du lundi 28 juin 2004, alors qu’il assistait à une cérémonie à la Closerie des Lilas, restaurant de la rive gauche. Il a vécu les dernières années de sa vie à Saint-Martin-de-Crau.

### Hommages
À sa mort, Jacques Chirac a fait part, dans un communiqué, de son « émotion », appréciant « la haute culture, l'originalité de la pensée, la curiosité et l'indépendance d'esprit » de Marcel Jullian. Il était « un poète, un authentique créateur, un touche-à-tout talentueux, imaginatif et généreux. Il savait regarder le monde, les hommes et leur temps avec une rare intelligence », ajoutait le président de la République.

## Livres
- Le Chevalier du ciel : Charles Nungesser, 1953
- HMS Fidelity, bateau mystère, Amiot-Dumont, 1956
- Gens de l'air, Le Livre contemporain, 1959
- Mystique de l’aviation - (Prix Marcelin Guérin de l'Académie française en 1962)
- Jean Maridor, chasseur de V1
- Henri comte de Paris : Mémoires d'exil et de combats
- Ils ont reconquis notre ciel, en collaboration avec Paul Boudier
- Histoire familiale des hommes politiques français (auteur de la préface de cet ouvrage collectif), 1997
- Le Maître de Hongrie, Éditions de la Table ronde, 1980
- La Télévision libre, Gallimard, 1981
- Histoire de France des commerçants, avec C. Meyer, Robert Laffont, 1983
- Franchise postale, avec J Chancel, Mazarine, 1983
- Je suis François Villon, Denoël, 1987
- Initiation à l'histoire des rois de France, Perrin, 1989
- L'Heure de Jeanne d'Arc : 1408-1447, avec A. Castelot, A. Decaux, J. Levron, Robert Laffont, 1989
- Charlemagne ou la jeunesse du monde, Flammarion, 1993
- De Gaulle, le cherche midi éditeur, 1994
- Lettre ouverte à mon grand père qui avait le tort d'avoir raison, 1995
- Le Roman de l'homme, La Préhistoire, Albin Michel, 1997 - (Prix Louis-Barthou de l'Académie française en 1998)
- Français, collège, France Loisirs, 1999
- Mémoire buissonnière, Albin Michel, 2000
- Le Temps qui passe. Mémoire buissonnière, tome II, Albin Michel, 2004
- "Le Secret des Rois de France" (Préfaces de textes écrits par différents auteurs), Ed. France Loisirs, 2004

## Filmographie

### Cinéma
- 1964 : Cent mille dollars au soleil de Henri Verneuil (scénario)
- 1965 : Le Corniaud de Gérard Oury (scénario)
- 1966 : Ne nous fâchons pas de Georges Lautner (scénario)
- 1966 : Le Saint prend l'affût de Christian-Jaque (scénario)
- 1966 : La Grande Vadrouille de Gérard Oury (scénario)
- 1968 : La Louve solitaire de Édouard Logereau (dialogues)
- 1968 : Fleur d'oseille de Georges Lautner (scénario)
- 1969 : Le Cerveau de Gérard Oury (scénario)
- 1970 : Le Mur de l'Atlantique de Marcel Camus (dialogues)
- 1971 : On est toujours trop bon avec les femmes de Michel Boisrond (dialogues)
- 1971 : La Folie des grandeurs de Gérard Oury (scénario, adaptation et dialogues)
- 1982 : Jamais avant le mariage de Daniel Ceccaldi (scénario et dialogues)
- 1982 : Guillaume le Conquérant (dialogues)
- 1983 : L'Été de nos quinze ans (réalisation, scénario et dialogues)
- 1983 : Si elle dit oui... je ne dis pas non de Claude Vital  (dialogues)
- 1984 : Les parents ne sont pas simples cette année (réalisation et scénario)
- 1993 : La Soif de l'or de Gérard Oury (scénario)

| Film                         | Réalisateur    | Année | Entrées au Box-office France |
| ---------------------------- | -------------- | ----- | ---------------------------- |
| La Grande Vadrouille         | Gérard Oury    | 1966  | 17 272 987                   |
| Le Corniaud                  | Gérard Oury    | 1965  | 11 740 438                   |
| La Folie des grandeurs       | Gérard Oury    | 1971  | 5 565 824                    |
| Le Cerveau                   | Gérard Oury    | 1969  | 5 547 305                    |
| Le Mur de l'Atlantique       | Marcel Camus   | 1970  | 4 770 962                    |
| Cent mille dollars au soleil | Henri Verneuil | 1964  | 3 441 118                    |

### Télévision
- 1967 : Lagardère (feuilleton télévisé)
- 1970 : Les Enquêteurs associés (série)
- 1972 : La Tragédie de Vérone (série)
- 1972 : Les Rois maudits (mini série)
- 1973 : Docteur Caraïbes (série)
- 1974 : Beau-François
- 1974 : Les Fargeot (série)
- 1977 : Les Folies Offenbach (mini série)
- 1980 : L'Aéropostale, courrier du ciel (mini série - dialogue)
- 1982 : Le Sud (téléfilm - adaptation)
- 1983 : Quelques hommes de bonne volonté (mini série - adaptation)
- 1985 : L'Histoire en marche: Le serment (dialogue)
- 1992 1993 : Beaumanoir  (série)
- 1993 : Charlemagne, le prince à cheval (mini série)
- 1996 : Saint-Exupéry : La dernière mission
- 1997 : Le Roman de l’homme
- 1997 : Mireille et Vincent
- 2000 : Le Blanc et le rouge
- 2001 : Le Vieil ours et l'enfant (dialogue, scénario)

## Théâtre
- 1952 : Monsieur conte fleurette de Marcel Jullian, théâtre La Bruyère